# Sæby (Frederikshavn)
Sæby is een plaats en voormalige gemeente in Denemarken.

## Voormalige gemeente
De oppervlakte bedroeg 326,17 km². De gemeente telde 18.021 inwoners waarvan 9110 mannen en 8911 vrouwen (cijfers 2005). De gemeente Sæby valt sinds de herindeling van 2007 onder gemeente Frederikshavn.

## Plaats
De plaats Sæby telt 8392 inwoners (2006). Bezienswaardig zijn het Sæby Museum, Sæbygård slot en Fruen fra Havet.

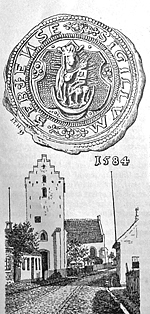
Zegel uit 1584

- Gemeinsame Normdatei: 4727693-9
- Virtual International Authority File: 148921280